# Bissières
Bissières là một xã ở tỉnh Calvados, thuộc vùng Normandie ở tây bắc nước Pháp.